# Kabinou
Kabinou est une localité située dans le département de Ramongo de la province du Boulkiemdé dans la région Centre-Ouest au Burkina Faso.

## Santé et éducation
Le village possède deux écoles primaires publiques (bourg et Koogo).